# 邯郸专区
邯郸专区，中华人民共和国河北省已撤销的专区，在今河北省南部，辖区含今河北省的邯郸市和邢台市的大部，及山东省聊城市的临清市。
1949年置，专员公署驻邯郸镇（今邯郸市）。辖邯郸、大名、魏县、曲周、丘县、鸡泽、肥乡、广平、成安、临漳、磁县、武安、涉县、永年、馆陶、临清16县及邯郸、临清2镇。
1950年，设峰峰矿区（县级）。1952年，撤销邯郸镇，改设邯郸市（县级）；峰峰矿区改为地级，由省直辖；临清、馆陶2县和临清镇划归山东省。1953年，邯郸市升地级市。
1958年，原属邢台专区的邢台、任县、巨鹿、威县、内丘、隆尧、南宫、沙河、南和、广宗、柏乡、临城、清河、平乡14县划入邯郸专区。同年，专区辖县作以下调整：
1. 撤销武安县，并入涉县和邯郸市；
2. 撤销邢台市和沙河县，并入邢台县；
3. 撤销临城、隆尧、柏乡3县，并入内丘县；
4. 撤销平乡、南和、广宗、任县4县，并入巨鹿县；
5. 撤销威县、清河2县，并入南宫县；
6. 撤销魏县，并入大名县；
7. 撤销鸡泽、丘县2县，并入曲周县；
8. 撤销邯郸县，并入永年县；
9. 撤销广平县，并入大名、曲周2县；
10. 撤销肥乡县，并入曲周、永年2县；
11. 撤销成安、临漳2县，并入磁县。

调整后，邯郸专区辖邯郸市及大名、曲周、磁县、涉县、永年、邢台、内丘、南宫、巨鹿9县。
1960年，撤销邯郸专区，所辖9县划归邯郸市。1961年，复设邯郸专区，原属邯郸市的永年、曲周、大名、磁县、涉县5县划归邯郸专区；恢复肥乡、魏县、成安、临漳、武安5县。辖1市、10县。1962年，恢复丘县、鸡泽、广平、邯郸4县。1965年，山东省馆陶县划入。专区辖1市、15县。
1968年，撤销邯郸专区，改置邯郸地区。

## 邯郸地区
邯郸地区辖原邯郸专区的邯郸市、大名县、魏县、曲周县、丘县、鸡泽县、肥乡县、广平县、成安县、临漳县、磁县、武安县、涉县、永年县、邯郸县、馆陶县，共1市、15县。
1983年11月15日，邯郸市升为省辖市，邯郸县划归邯郸市管辖。
1986年4月5日，武安县划归邯郸市管辖。
1993年6月19日，撤销邯郸地区，实行地、市合并。将原邯郸地区的临漳、成安、大名、涉县、磁县、肥乡、永年、丘县、鸡泽、广平、馆陶、魏县、曲周13县划归邯郸市管辖。